# Birni (Zinder)

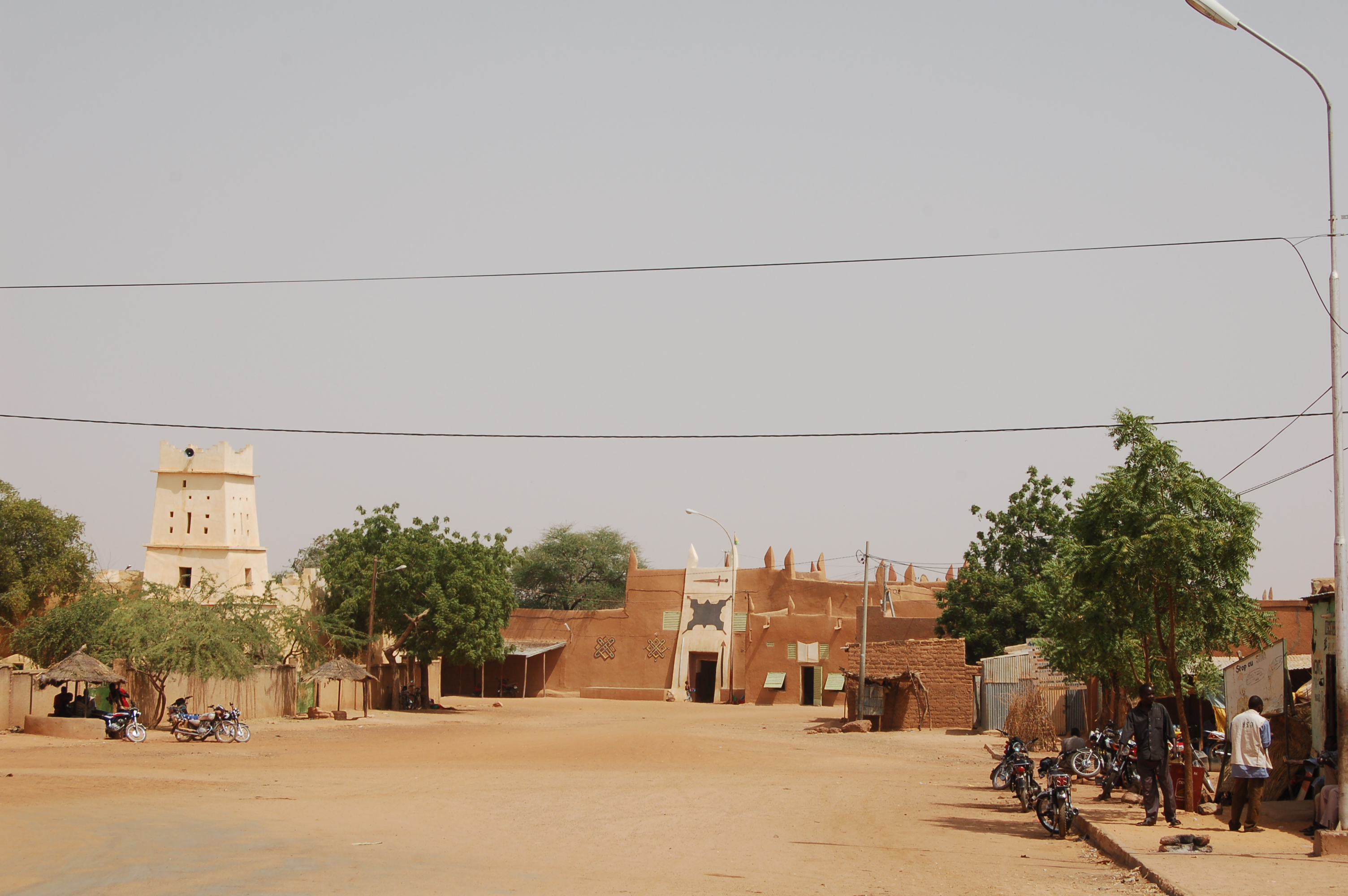
Altes Minarett der Großen Moschee und Sultanspalast in Birni

Birni ist der historische Stadtkern der Stadt Zinder in Niger.

## Geschichte und Charakteristik
Birni wurde auf großen Granitblöcken errichtet. Im Jahr 1812 wählte Sélimane dan Tintouma, der erste Sultan von Zinder, Birni zu seinem Herrschaftssitz. Es entwickelte sich zu einer Siedlung der Kanuri-Aristokratie. Hausa und Tuareg wohnten weiter nördlich in Zengou, dem zweiten Siedlungskern der Stadt. Der deutsche Afrikaforscher Heinrich Barth lebte Mitte des 19. Jahrhunderts einige Zeit lang in Birni. Sein damaliges Wohnhaus ist erhalten.
Im Jahr 1856 ließ Sultan Ténimoun dan Sélimane Birni mit einer drei Meter breiten und bis zu sieben Meter hohen Stadtmauer schützen. Das Hausa-Wort birni bedeutet „von Mauern umgebene Stadt“ oder „Hauptstadt“. Der Legende nach wurden in die Stadtbefestigung Korane und lebende Jungfrauen eingemauert, um ihr eine besondere Standfestigkeit zu verleihen. Es gab sieben Stadttore, denen unterschiedliche sozioökonomische, kulturelle und religiöse Funktionen zugewiesen waren: Badaawa im Nordosten, Dan Ladi im Nordnordosten, Zongo im Norden, Cianciandi im Südwesten, Bawréwa im Süden, Murya im Südosten und Sankara im Westen. In Birni entstand wie in Zengou ein bedeutender, auf Export ausgerichteter Sklavenmarkt.
Sultan Amadou dan Ténimoun wurde 1899 von französischen Truppen in der Schlacht bei Tirmini besiegt und das Sultanat wurde Frankreich unterworfen. Die Franzosen ließen die bis dahin als unbezwingbar geltenden Stadtmauern von Birni 1906 schleifen. Ruinen der Lehmziegel-Mauern sind erhalten geblieben. Zinder wurde 1911 die Hauptstadt des französischen Militärterritoriums Niger. Bis 1926, als die Hauptstadt zurück nach Niamey verlegt wurde, entstand zwischen Zengou und Birni eine Verwaltungsstadt mit Gebäuden im französischen Kolonialstil.
Die dominierenden Gebäude in Birni sind der Sultanspalast von Zinder und die Große Moschee von Zinder. Das aus dem 19. Jahrhundert stammende Straßennetz und die traditionelle Hausa-Architektur mit ihren reich verzierten Fassaden blieben in ihrer Grundstruktur erhalten. Viele Häuser waren in schlechtem Zustand und wurden ab 2005 im Rahmen eines Kulturprojekts restauriert.
Die Altstadt von Zinder, das Stadtviertel Birni und das Sultanat wurden 2006 auf die Tentativliste zum UNESCO-Welterbe in Niger aufgenommen.

## Fotogalerie

Traditionelle Architektur in Birni
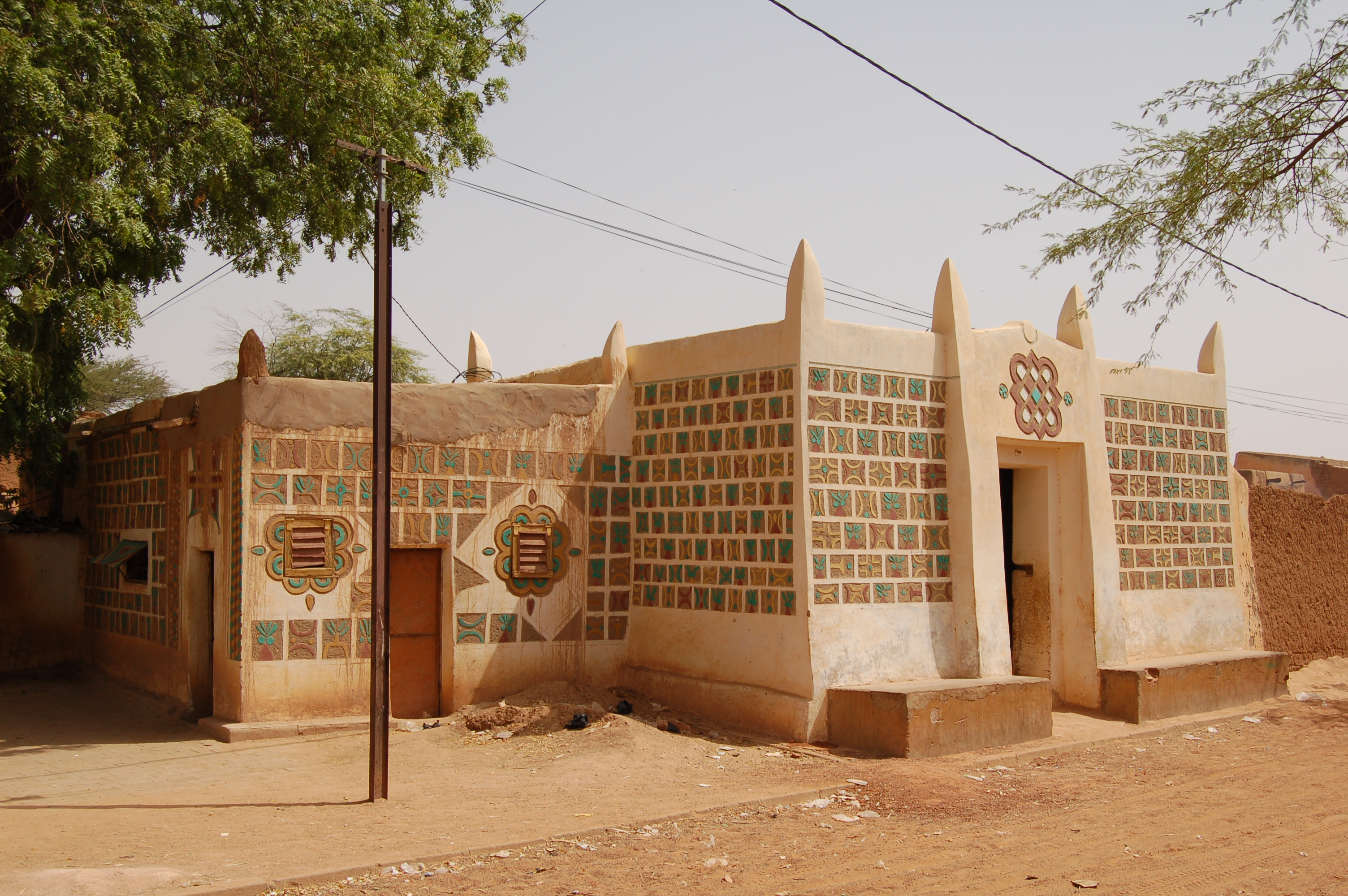
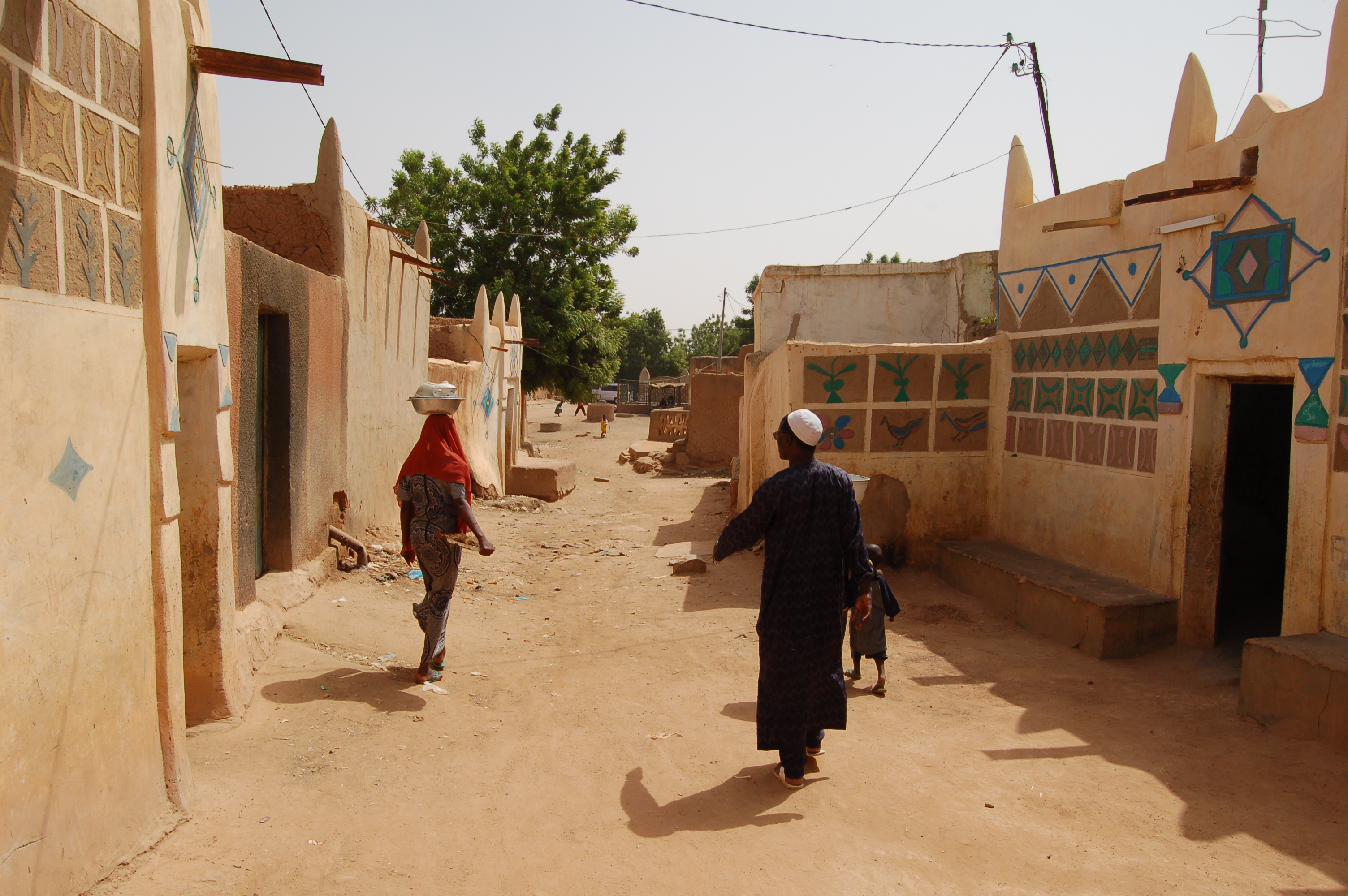
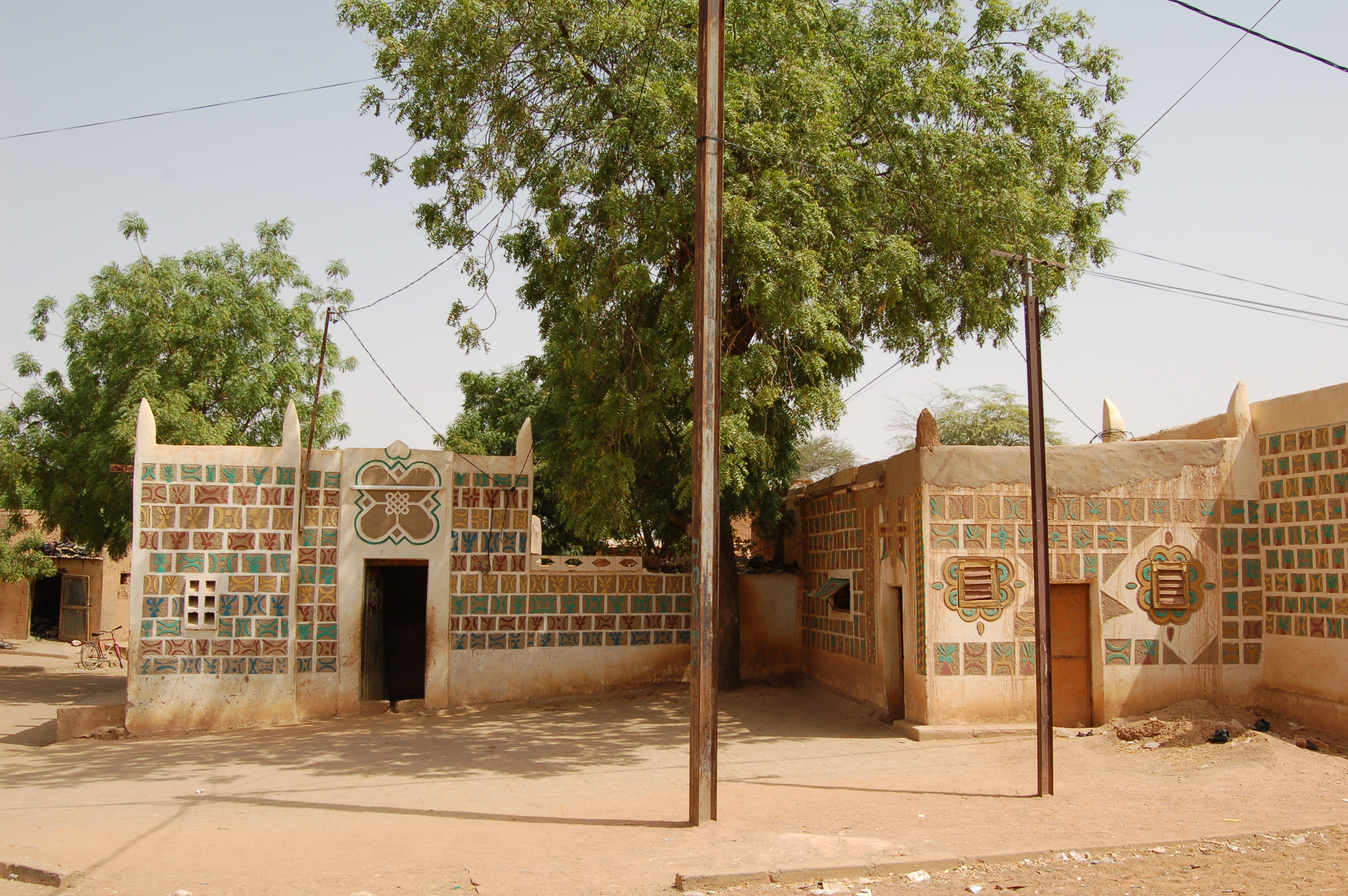
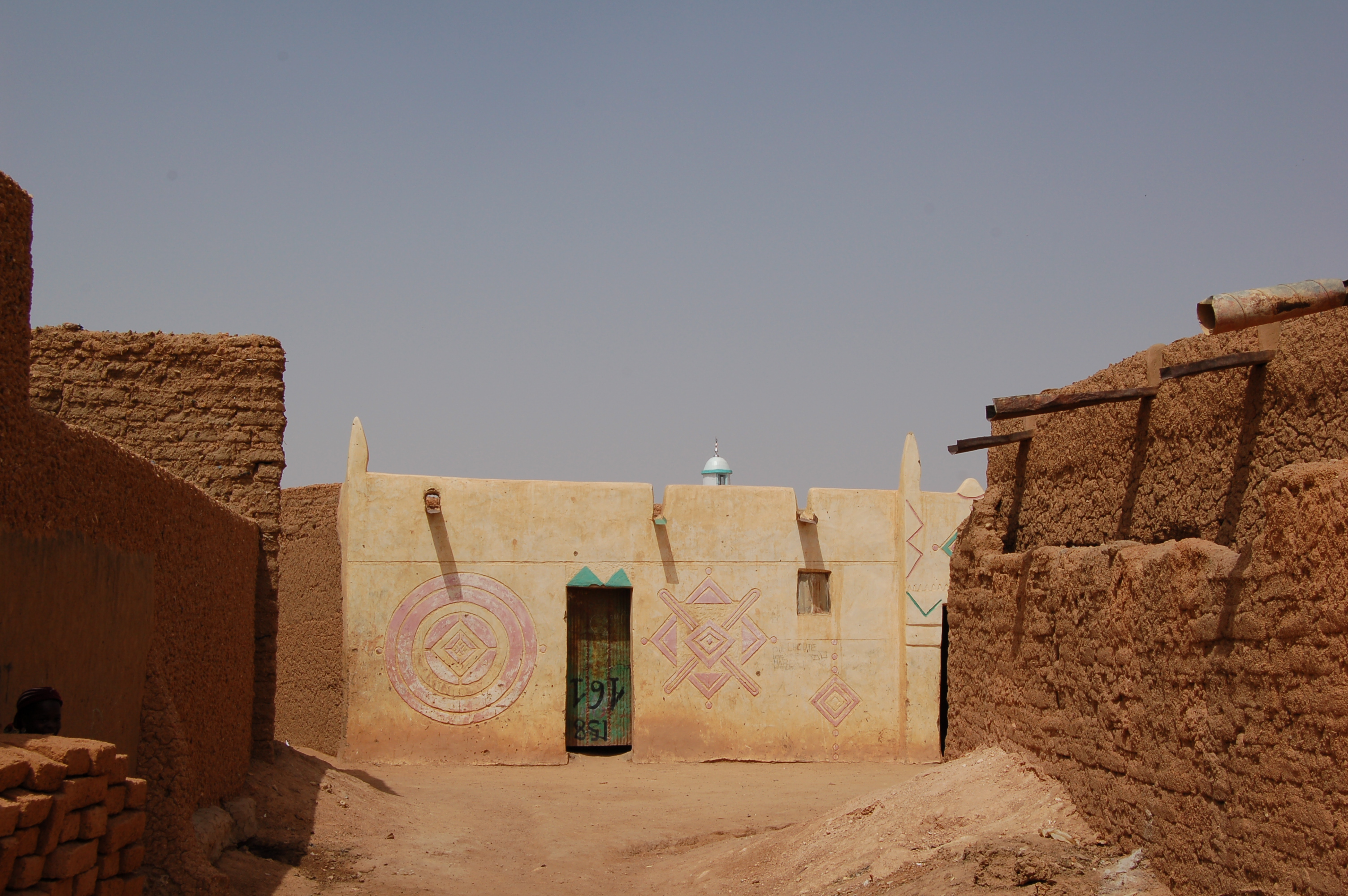
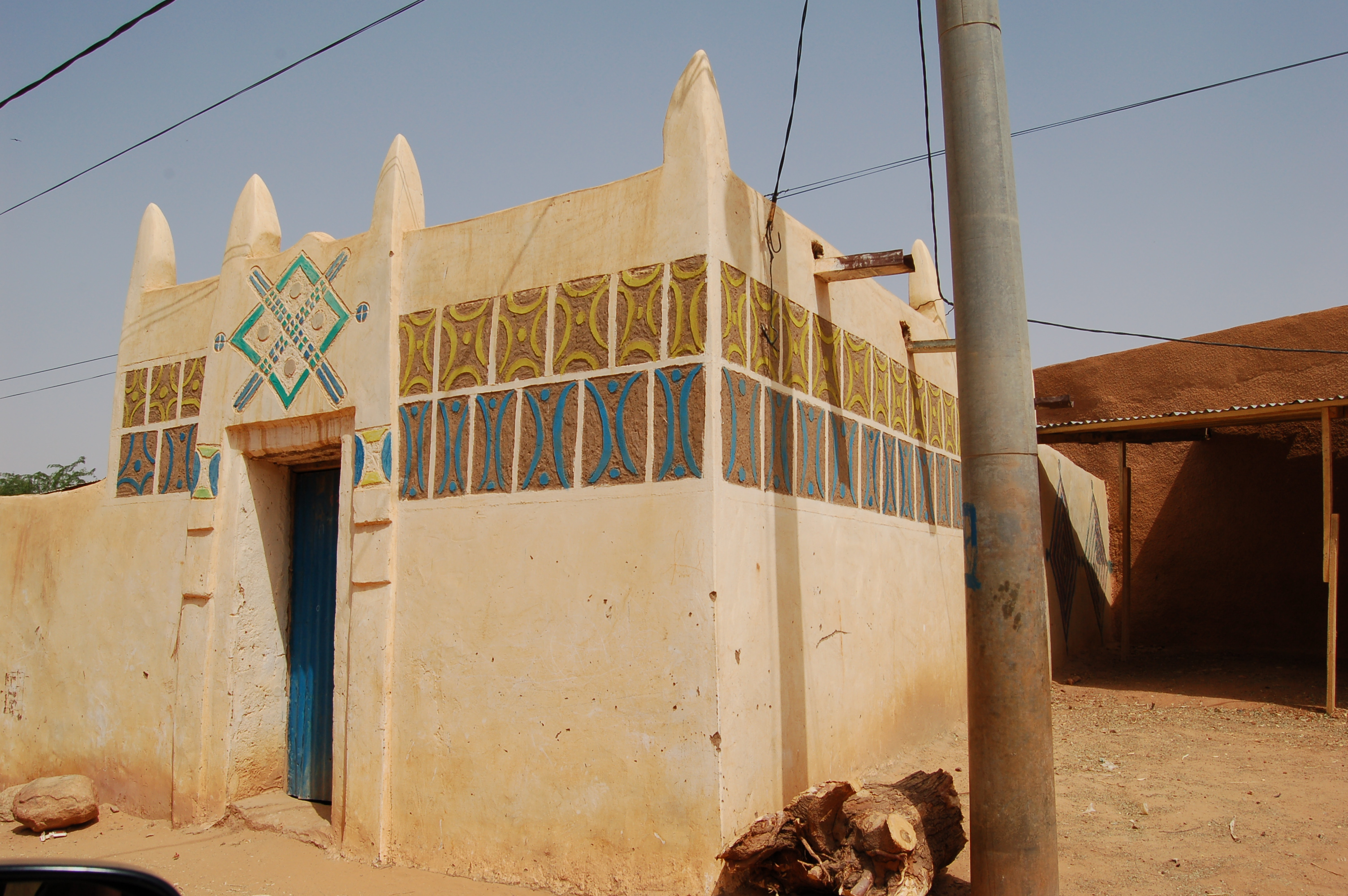